# Philipp Ulrich Moser

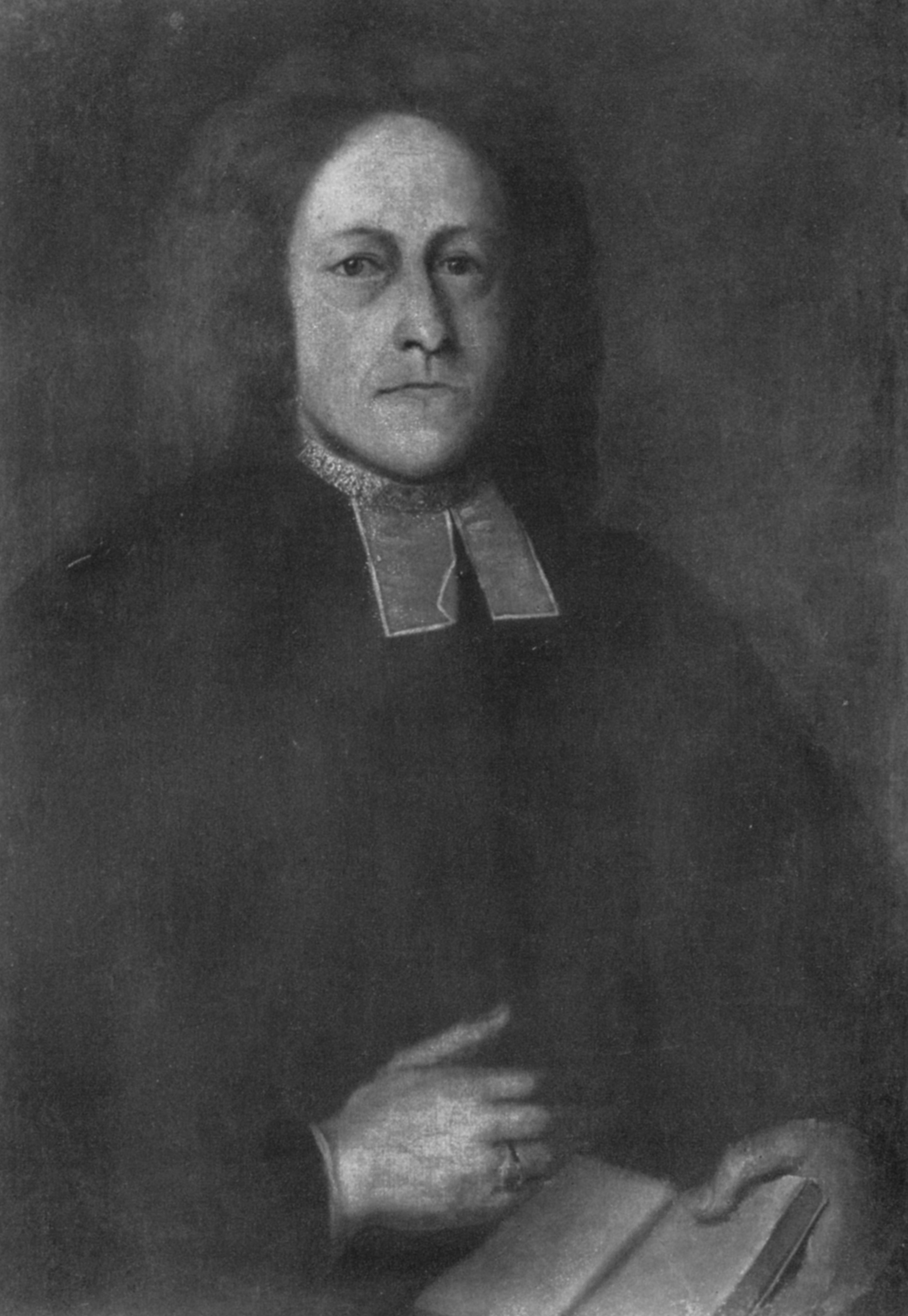
Philipp Ulrich Moser

Philipp Ulrich Moser (* 3. Juli 1720 in Sindelfingen; † 6. August 1792 in Dettingen am Albuch) war ein deutscher Pfarrer.

## Leben
Mosers Vater war der Pfarrer Philipp Sigmund Moser. Von 1733 bis 1735 war Philipp Ulrich Moser Alumnus in Denkendorf, von 1737 bis 1742 besuchte er das evangelische Stift Tübingen, 1739 wurde ihm der Magister-Titel verliehen. Von 1742 bis 1750 liegen keine Nachrichten über ihn vor, man vermutet, dass er als Vikar, Hofmeister oder Lehrer tätig war. 1750 erhielt Moser dann seine erste Pfarrstelle in Hausen an der Würm. Im selben Jahr heiratete er die älteste Tochter des Heidenheimer Apothekers und Bürgermeisters Elwert. Bei Mosers Tod lebten drei Söhne und fünf Töchter aus dieser Ehe. Philipp Ulrich Moser war von 1757 bis 1767 Pfarrer in Lorch, anschließend bis zu seinem Tod Pfarrer in Dettingen am Albuch.

## Veröffentlichungen
- Vindiciæ Gradvvm Prohibitorvm: Qvibvs Accedit Brevis Eorvm Index s. Compvtvs. Fues, Tübingen 1779.
- Die Berechnung der Ehegrade: Mit zwey und dreysig Kupfertafeln. Erhardt, Stuttgart 1786 (Digitalisat).
- Lexicon Manuale Hebraicum et Chaldaicum In Quo Omnium Textus Sacri V.T. Vocabulorum Hebraicorum Et Chaldaicorum Significatus Explicantur In Usum Gymnasiorum Et Scholarum, hrsg. von Gottlob Christian Storr. Stettinsche Buchhandlung. Ulm 1795.